# Cypraeovula kesslerorum
Cypraeovula kesslerorum là một loài ốc biển, là động vật thân mềm chân bụng sống ở biển trong họ Cypraeidae, họ ốc sứ.